# ハロルド・ダヴェンポート
ハロルド・ダヴェンポート FRS（Harold Davenport、1907年10月30日 - 1969年6月9日）は、イギリスの数学者で、数論における広範な業績で著名である。

## 初期
ランカシャーのアクリントンのハンコートで生まれ、アクリントン・グラマースクールで、次にマンチェスター大学で学び（1927年卒業）、そしてトリニティ・カレッジ (ケンブリッジ大学)でジョン・エデンサー・リトルウッドの指導下で博士課程を送った。リトルウッドの研究生となり、平方剰余の分布の問題について研究した。

## 研究の最初のステップ
分布問題への取り組みからすぐに、Y2 = X (X − 1)(X − 2)...(X − k) のような特殊な超楕円曲線の特別な場合に対する合同ゼータ関数の問題の特別な場合として現在考えられている問題に導かれた。
合同ゼータ関数の零点の境界は、和{\displaystyle \sum \chi (X(X-1)(X-2)\ldots (X-k))}に対する境界を即座に意味する。ここで、χ は素数 p を合同としたルジャンドル記号で、和は法 p の剰余の完全集合にわたる。
このつながりの観点から見て、ダヴェンポートがトリニティ研究奨学金で、1932年から1933年までマルブルクとゲッティンゲンで過ごし、代数理論の権威であるヘルムート・ハッセと共に研究したことは適切だった。この研究から、ガウス和に対しるハッセ＝ダベンポートの関係式の業績が生まれ、後年共同研究することになるハンス・ハイルブロンと付き合うようになった。しかし実際は、後年認めているように、ダヴェンポートの代数的方法に対する固有の偏見（「代数で一体何ができる？」）はおそらく学んだことを制限し、特に「新しい」代数幾何学やエミール・アルティンやエミー・ネーターの抽象代数学へのアプローチに対してそうだった。

## 後年
ダヴェンポートは1937年、マンチェスター大学の数学科で職を得た。ちょうどその時、ルイス・モーデルが傑出した学部を作ろうと、ヨーロッパ大陸からの移民(émigrés)を勧誘していた。ダヴェンポートはディオファントス近似と数の幾何学の分野に関心を移した。この分野は流行中のものであり、ダヴェンポートがハーディ・リトルウッドの円周法で用いた専門的知識を補完するものだった。しかし、ダヴェンポートは後年、リーマン予想により時間を費やしたかったとコメントを残した。
1957年から1959年まで、ダヴェンポートはロンドン数学会の会長だった。ウェールズ大学とユニヴァーシティ・カレッジ・ロンドンでの教授職の後、1958年にケンブリッジのRouse Ball Chair of Mathematicsに指名された。肺がんで亡くなるまで、その地位にあった。

## 私生活
ダヴェンポートは、1944年バンガーのUniversity College of North Walesで出会ったアン・ロフトハウス (Anne Lofthouse) と結婚した。子供が二人おり、一人はリチャード、もう一人はジェームズである。ジェームズはバース大学の情報工学のHebron and Medlock Professorである。

## 影響
1950年頃からダヴェンポートは、イギリスの数学の状況からは珍しい、ある「学派」の指導者であることは明らかだった。ゴッドフレイ・ハロルド・ハーディとジョン・エデンサー・リトルウッドの解析学の学派の後継として、この学派はより狭く数論に、勿論その解析的な側面に傾倒し、1930年代に繁栄した。この学派は、問題解決の方法やhard-analysisの方法の発展につながった。クラウス・フリードリッヒ・ロスやアラン・ベイカーの傑出した業績は、ディオファントス近似においてこの学派の為しうることのよい実例である。二つの伝えられた格言、「問題がある」「私は君が新製品をどうやって入手するかは気にしない、私はただそれの大小の程度を知りたいだけだ」は、その姿勢を要約し、今日組み合わせ論のあらゆる議論でも活用することができた。問題についてのこの具体的な強調は、イギリス海峡の向こう側で活動的だったニコラ・ブルバキの抽象化と鋭く対比した立場だった。

## 書籍
- The Higher Arithmetic: An Introduction to the Theory of Numbers (1952)[5]
- Analytic methods for Diophantine equations and Diophantine inequalities (1962)
- Multiplicative number theory (1967)[6]
- The collected works of Harold Davenport (1977) in four volumes, edited by B. J. Birch, H. Halberstam, C. A. Rogers[7]